# اوت (فوتبال)

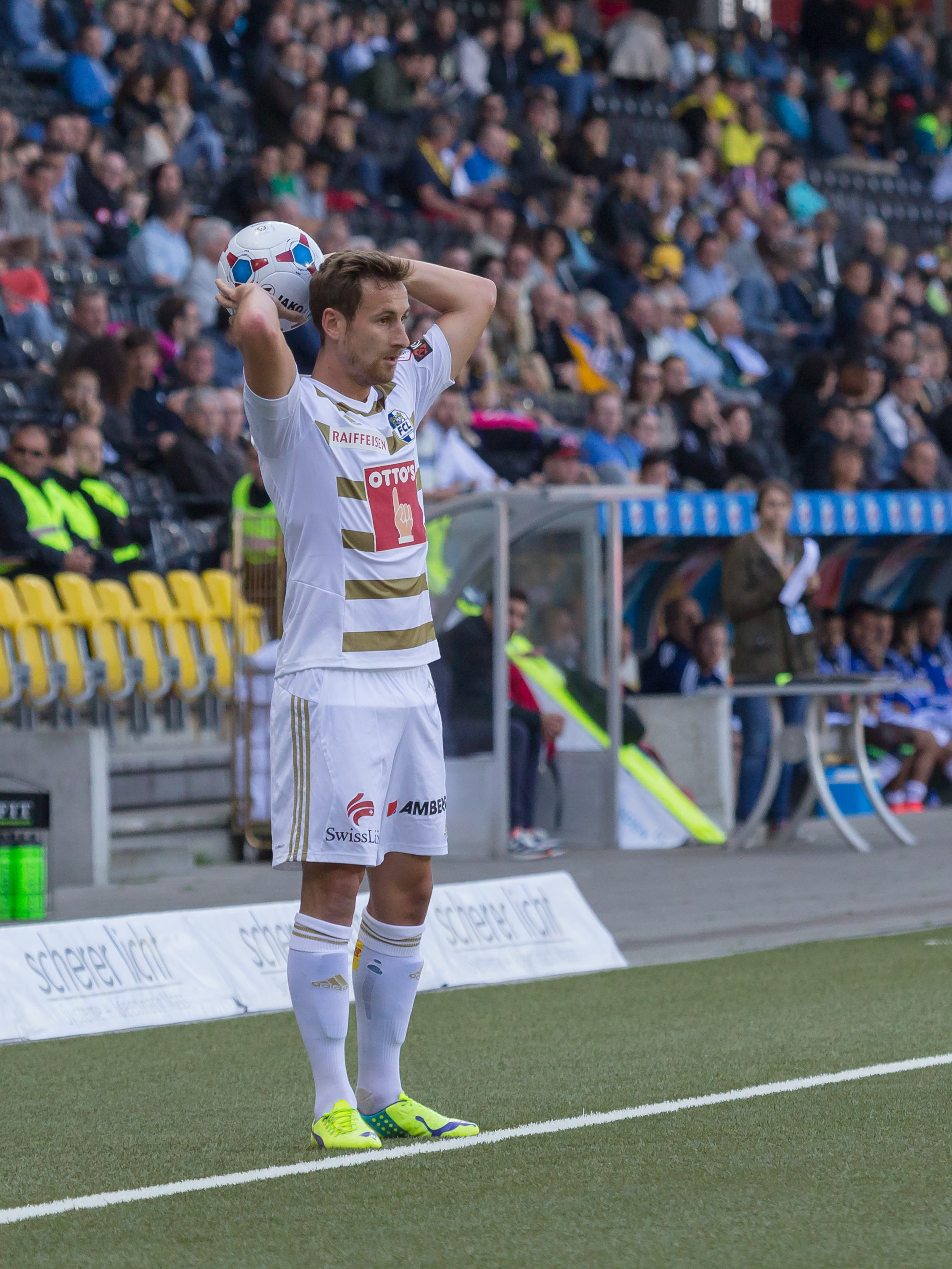
بازیکنی در حال پرتاب اوت

اوت یکی از قانون‌های فوتبال است. هنگامی که تمام توپ از خط کنار زمین بگذرد اوت گرفته می‌شود.
برای نمونه توپ با پای بازیکن تیم مدافع بیرون رفته باشد، بازیکنان تیم مهاجم باید پرتاب اوت را انجام دهند. بازیکنی که پرتاب اوت را انجام میدهد باید توپ را از پشت سر و با هر دو دست و درحالی که هر دوپای او روی زمین قرار دارد، پرتاب کند.